# Староджерелиевское сельское поселение
Староджерелиевское сельское поселение — муниципальное образование в Красноармейском районе Краснодарского края России. 
В рамках административно-территориального устройства Краснодарского края ему соответствует Староджерелиевский сельский округ.
Административный центр  и единственный населённый пункт — станица Староджерелиевская.

## Население
| 2010  | 2012  | 2013  | 2014  | 2015  | 2016  | 2017  |
| ----- | ----- | ----- | ----- | ----- | ----- | ----- |
| 2937  | ↗2943 | ↗2953 | ↗2979 | ↗3001 | ↘2996 | ↘2985 |
| 2018  | 2019  | 2020  | 2021  | 2023  |       |       |
| ↘2975 | ↘2961 | ↘2952 | ↗3111 | ↘3089 |       |       |